# Clayton-Gletscher
Der Clayton-Gletscher ist ein kleiner Gletscher an der Nordküste Südgeorgiens. Er fließt entlang der Murphy Wall in nördlicher Richtung zum Sunset-Fjord in der Bay of Isles.
Das UK Antarctic Place-Names Committee benannte ihn 1977 nach Roger Anthony Stuart Clayton (* 1951), Geologe des British Antarctic Survey, der von 1972 bis 1974 im Gebiet des Gletschers tätig war.